# Аріанна Вальчепіна
Аріанна Вальчепіна (італ. Arianna Valcepina, нар. 9 червня 1994, Сондало, Італія) — італійська шорт-трекістка, сріба призерка Олімпійських ігор 2022 року, призерка чемпіонатів світу та Європи.

## Олімпійські ігри
| Рік  | Місто        | 500 метрів | 1000 метрів | 1500 метрів | Е | ЗЕ |
| ---- | ------------ | ---------- | ----------- | ----------- | - | -- |
| 2022 | Пекін, Китай |            |             |             |   | 2  |